# Байндерсхайм
Байндерсхайм (нем. Beindersheim) — община в Германии, в земле Рейнланд-Пфальц. 
Входит в состав района Рейн-Пфальц. Подчиняется управлению Хесхайм.  Население составляет 3018 человек (на 31 декабря 2010 года). Занимает площадь 5,73 км².